# Thịt lươn

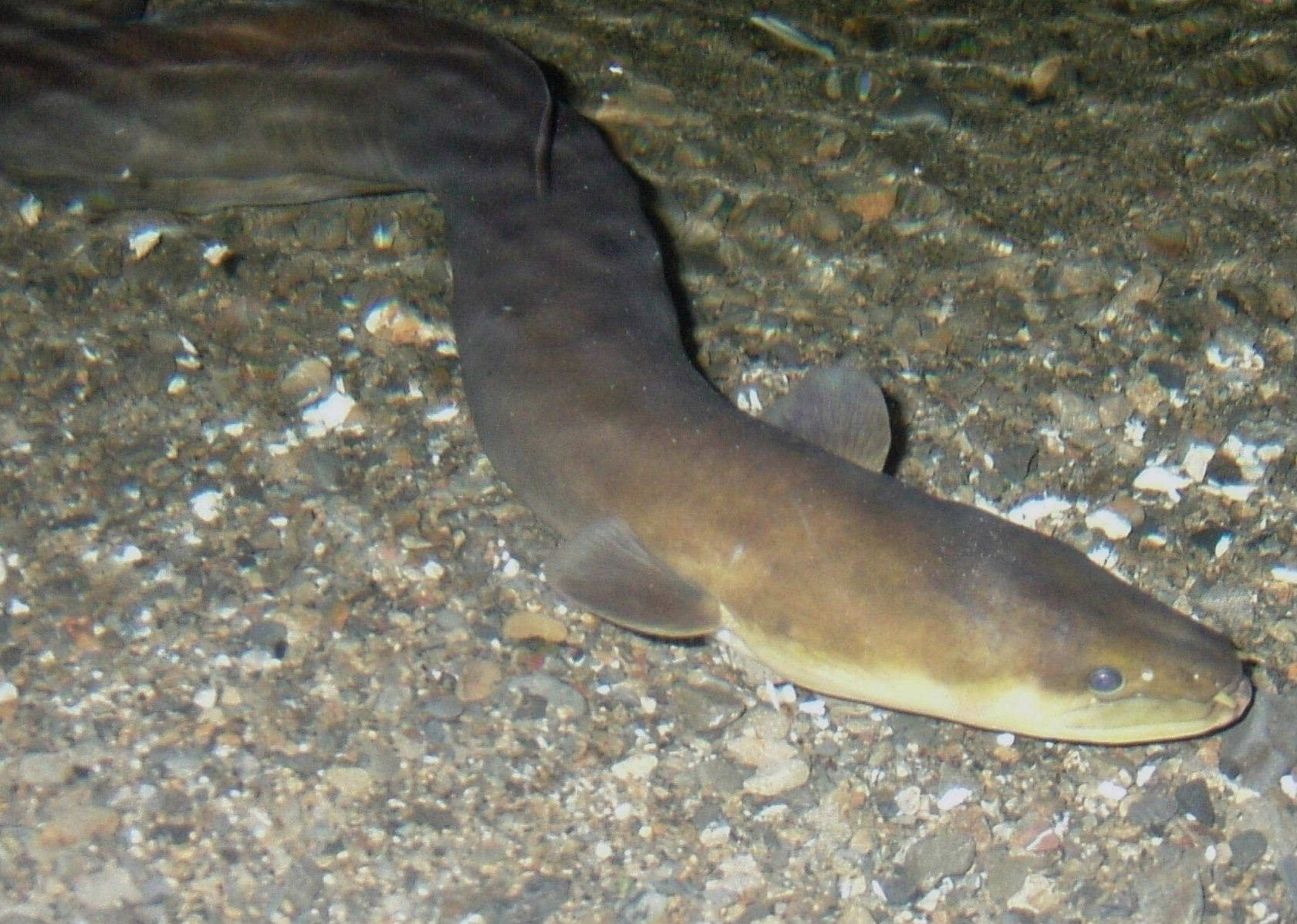
Lươn đuôi dài Newzealand, loại lươn làm thực phẩm thông dụng

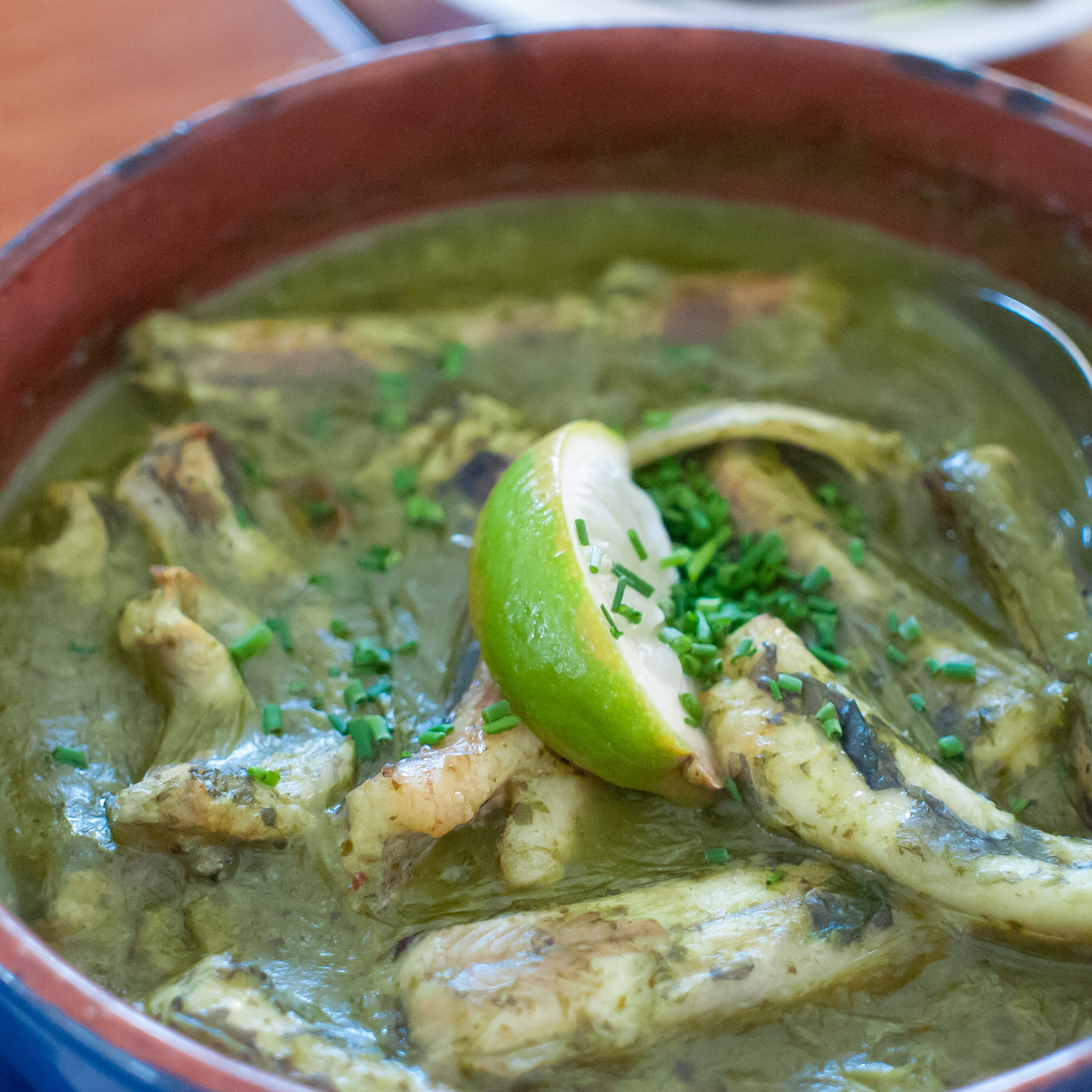
Một món cháo lươn

Thịt lươn là thịt của các loài lươn. Đây là một nguồn nguyên liệu cho nhiều món ăn phong phú và bổ dưỡng như cháo lươn, miến lươn, gỏi lươn. Lươn có giá trị thực phẩm cao, thịt lươn được chế biến thành nhiều món ăn ngon khác nhau. Ở Việt Nam lươn có thể được dùng làm nguyên liệu của các món ăn được ưa chuộng như: cháo lươn, miến lươn, lẩu lươn, chuối om lươn...Trước kia lươn chủ yếu chỉ được khai thác ngoài tự nhiên. Ngày nay, lươn được nuôi nhân tạo và trở thành một nghề sản xuất mang lại hiệu quả kinh tế cao.

## Thành phần
Thịt lươn có thành phần dinh dưỡng cao. Trong 100 gam thịt lươn có: 18,7g chất đạm, 0,9g chất béo, 150 mg Phospho, 39 mg Calci, 1,6 mg Sắt, vitamin A, D các vitamin B1, B2, B6 và PP hay trong 100g thịt lươn gồm có 12,7g chất đạm, 25,6g chất béo tổng cộng (trong đó có 0,05g cholesterol) và 285 calo. Ngoài ra, thịt lươn còn chứa nhiều loại vitamin và chất khoáng như vitamin A, B1, B6 hay chứa chất sắt, natri, kali, calci. So với các loại như hến, tôm đồng, cua đồng, thịt lươn là loại thực phẩm có giá trị dinh dưỡng cao nhất. Thịt lươn luôn được chọn lựa là thức ăn bồi bổ cho người bệnh, người già và trẻ nhỏ. Thịt lươn còn chứa nhiều loại vitamin và chất khoáng như vitamin A, B1, B6 hay chứa chất sắt, natri, kali, calci.

## Đông y
Người phương Đông còn gọi lươn là thiện ngư (cá lành), trường ngư, hoàng đán, hoàng thiện, hải xà, đán ngư và đánh giá lươn là một trong “tứ đại hà tiên” (bốn món ngon dưới nước). Theo Đông Y thịt lươn tính cam ôn, bổ kinh tỳ vị. Công năng chủ trị: bổ hư tổn, khu phong trừ thấp, cường kiện gân cốt. Lươn được dung làm nguyên liệu chế biến nhiều “thực phẩm chức năng”, hỗ trợ chữa nhiều bệnh như: Trẻ biếng ăn suy kiệt, Khí huyết suy nhược sau bệnh nặng, sinh đẻ.., Bổ tỳ vị, gan mật, thanh nhiệt trừ thấp.., Bổ thần kinh, trợ giúp trí não.
Theo Đông y, lươn có tác dụng bồi dưỡng khí huyết, tiêu trừ phong thấp, có thể chữa được bệnh suy dinh dưỡng, kiết lị, đau nhức xương sống, trĩ nội, phong thấp, bệnh huyết trắng của phụ nữ. Tuy nhiên, thai phụ không nên ăn thịt lươn. Với đặc tính bổ dưỡng và sinh khí huyết, máu lươn có tác dụng tăng cường dương khí, giúp lưu thông máu huyết, trị được chứng khô miệng, đau nhức trong tai và tăng cường khả năng tình dục.

## Ẩm thực

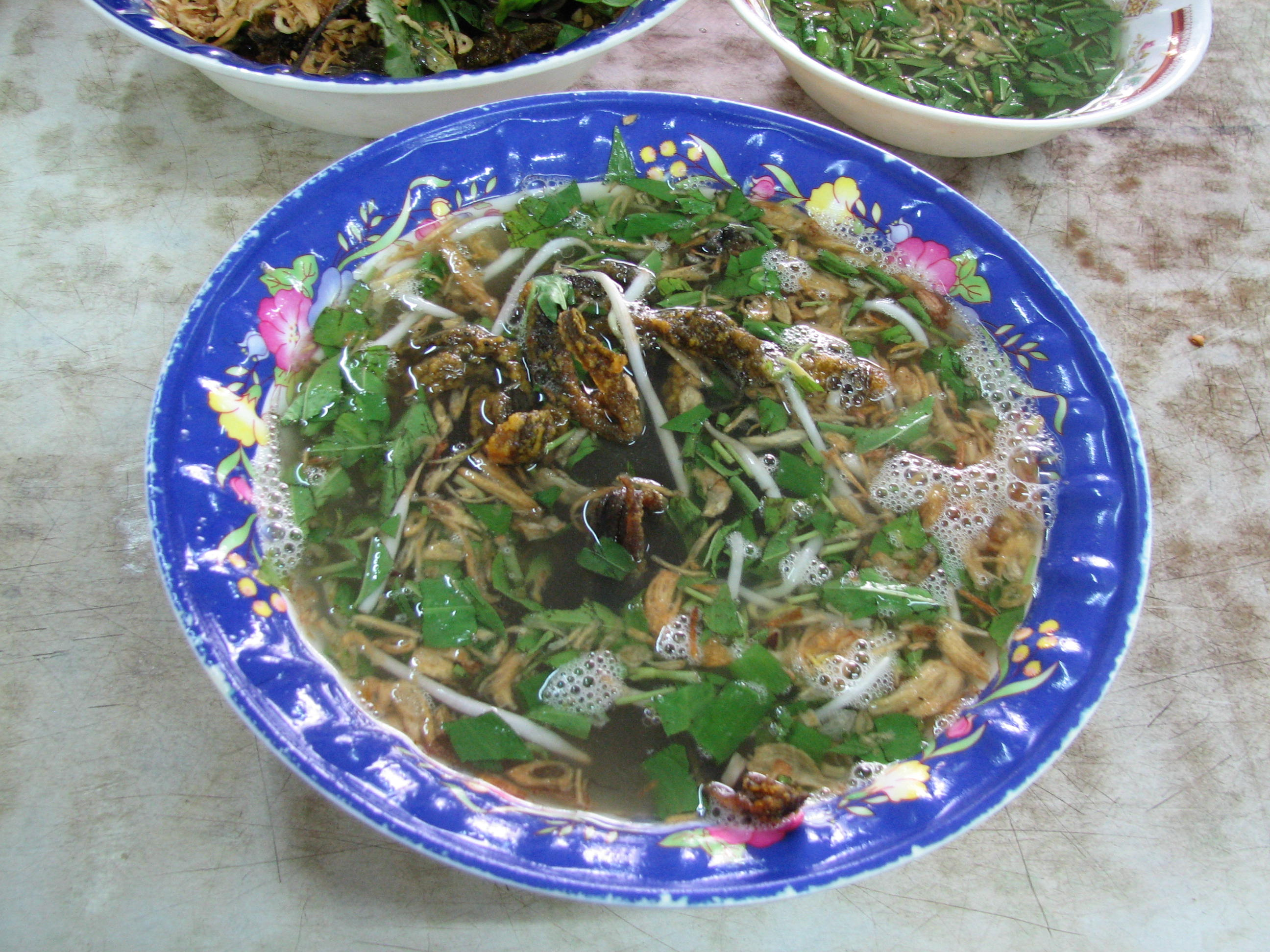
Miến lươn Hà Nội

Ở Việt Nam, thịt lươn quá quen thuộc từ nông thôn lên thành thị. Lươn săn bắt tự nhiên hay nuôi nhốt cũng có thể biến chế đến cả chục món ăn, món nhậu và cũng là một thực phẩm chức năng đúng nghĩa để hỗ trợ chữa bệnh nam, phụ, lão, ấu. Ở Nam bộ Việt Nam, có nhiều cách chế biến lươn như xào lăn, xé phay, nấu lẩu, món gỏi lươn bắp chuối hột, Cháo lươn nấu với đậu xanh vừa ngon lại vừa bổ dưỡng, ăn vào lại mát da mát thịt, tinh thần sảng khoái, tăng cường sinh lực. Miền Trung có món cháo lươn, còn tại miền Bắc, món ăn nổi tiếng nhất có lẽ là miến lươn.
Để lươn khỏi giãy, gắn chặt nó vào thớt bằng một cái đinh (hoặc một que nhọn). Dùng dao sắc mổ lươn. Đầu tiên, đặt dao ở ngay dưới đầu lươn, sau đó kéo dao dọc theo mình nó để tách đôi thành một miếng thịt mỏng. Tiếp tục làm sạch ruột và cắt bỏ xương. Vậy là đã có một miếng thịt lươn không xương để chế biến các món ăn. Xương và đầu lươn có thể giữ lại, hầm lấy nước...

## Khuyến cáo

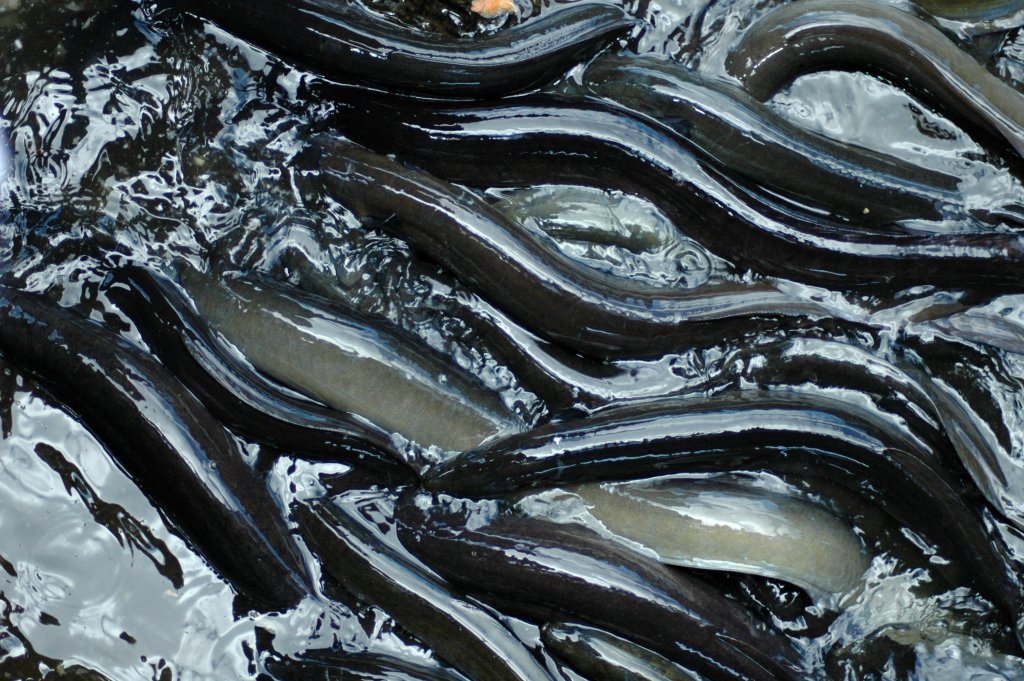
Lươn đồng sống trong môi trường sình lầy nên rất dễ nhiễm ký sinh trùng

lươn thường chui rúc dưới ao bùn, sình lầy, nước đục…Vì sống trong môi trường bẩn như thế, lại thêm thói ăn tạp, nên hệ tiêu hóa và chính cả thịt của lươn có thể nhiễm vi trùng và ký sinh trùng; đã có bệnh nhân ăn lươn xào chưa chín kỹ đã bị nhiễm loại ký sinh này, cả trên lươn nuôi và lươn hoang dã tỷ lệ nhiễm ấu trùng Gnathostoma spingerum từ 0,8 đến 29,6%, mùa khô tỷ lệ thấp và tăng dần trong mùa mưa.
Khi ở con lươn nó chỉ lớn chừng 1mm, nhưng khi vào cơ thể người nó phát triển đến 5-7mm, hai là khi vào cơ thể người ký sinh trùng này di chuyển lung tung, có thể ký sinh ở da, hạch, mắt..và cả trong não bộ và ba là ấu trùng Gnathostoma spingerum sống rất dai, chịu đựng được nhiệt độ cao, tình trạng nhiễm ấu trùng Gnathostoma spingerum khá cao ở người có thói quen ăn thức món chưa nấu chín kỹ như “lươn xào tái”,“ lươn gỏi”. Một số ký sinh trùng khác có thể ở trong lươn như Anguilliticoloides crasus, Anguilla rostrata, Anguilla japonica…
Trong thịt lươn có một loại ấu trùng ký sinh sống rất dai và chịu được nhiệt độ cao. Vì vậy, nếu chỉ xào qua trên lửa, những ấu trùng này sẽ còn sống và theo đường ăn uống đi vào ruột. Không mua lươn đã chết hoặc ươn về chế biến. Trong thịt lươn chứa rất nhiều protein, trong đó có hợp chất Histidine tốt cho cơ thể, nhưng khi lươn chết, hợp chất này bị ô nhiễm bởi vi khuẩn và có thể chuyển hóa thành chất độc Histamine, một chất độc gây ra dị ứng miễn dịch có hại cho con người.

## Hình ảnh

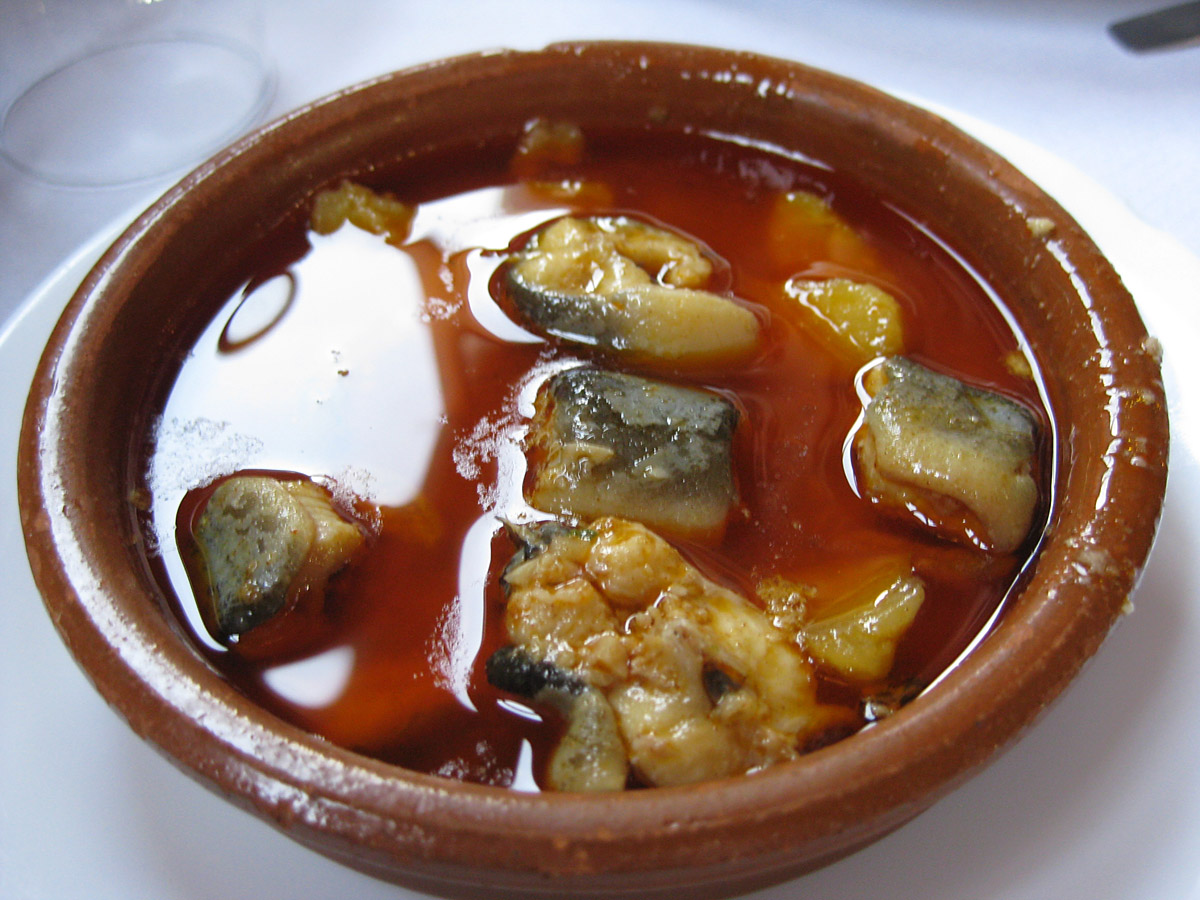
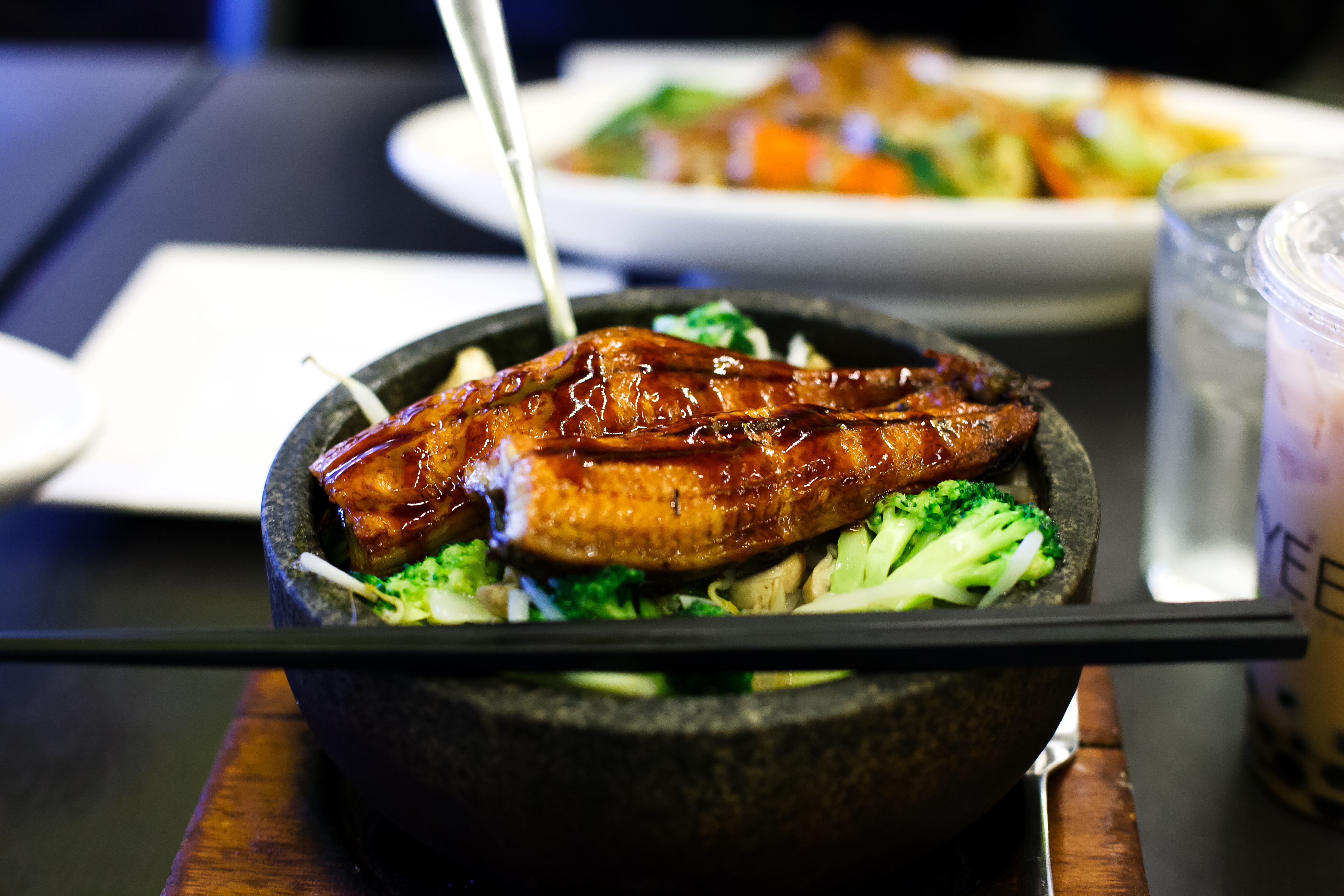
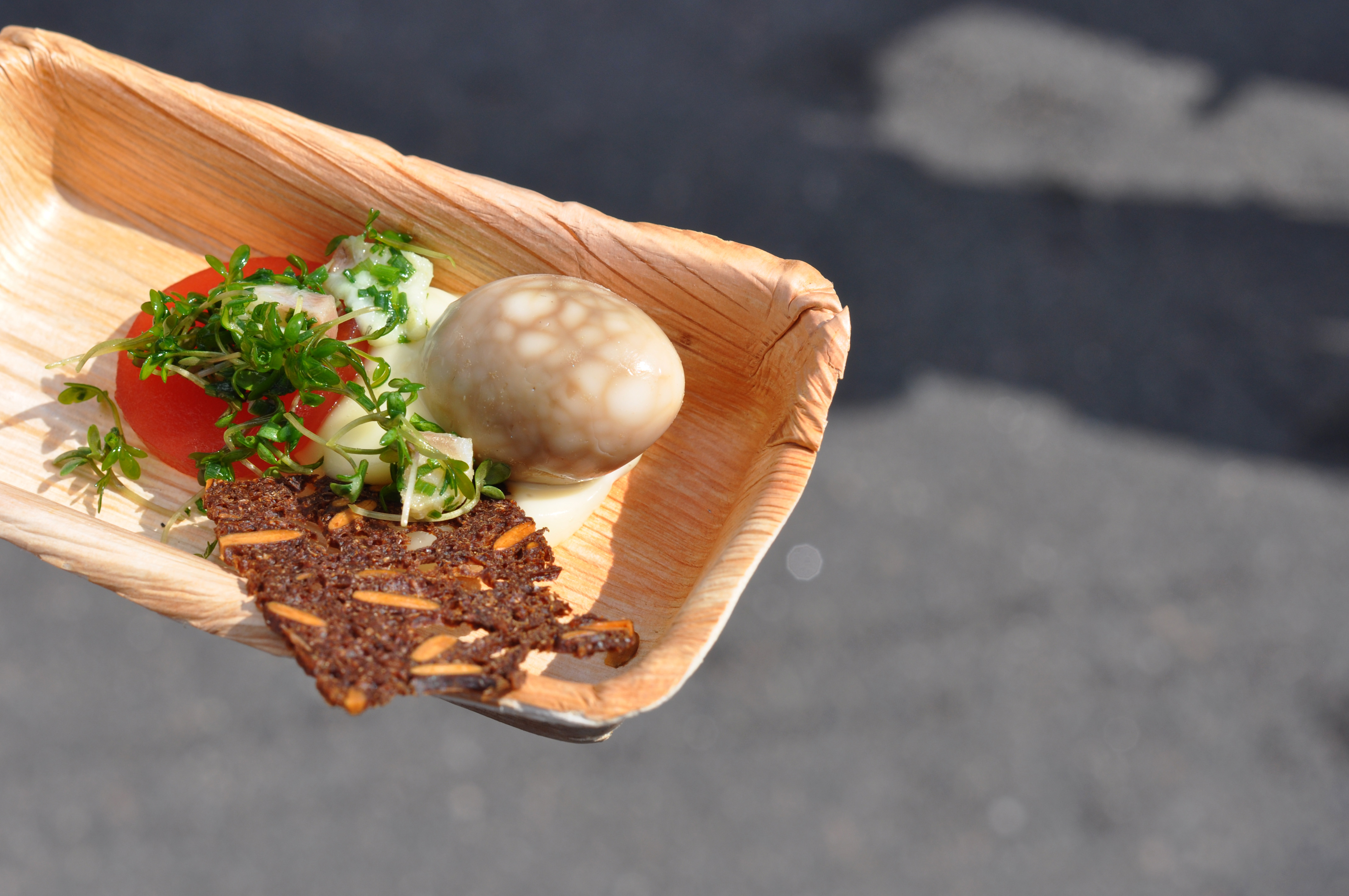
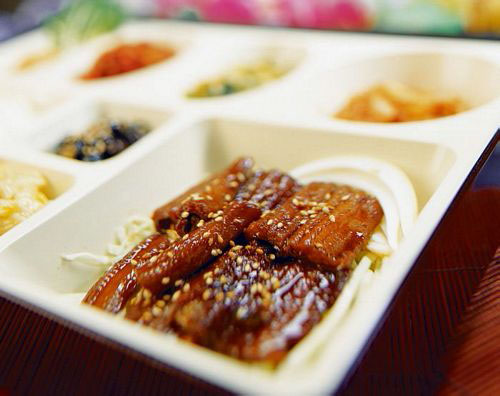
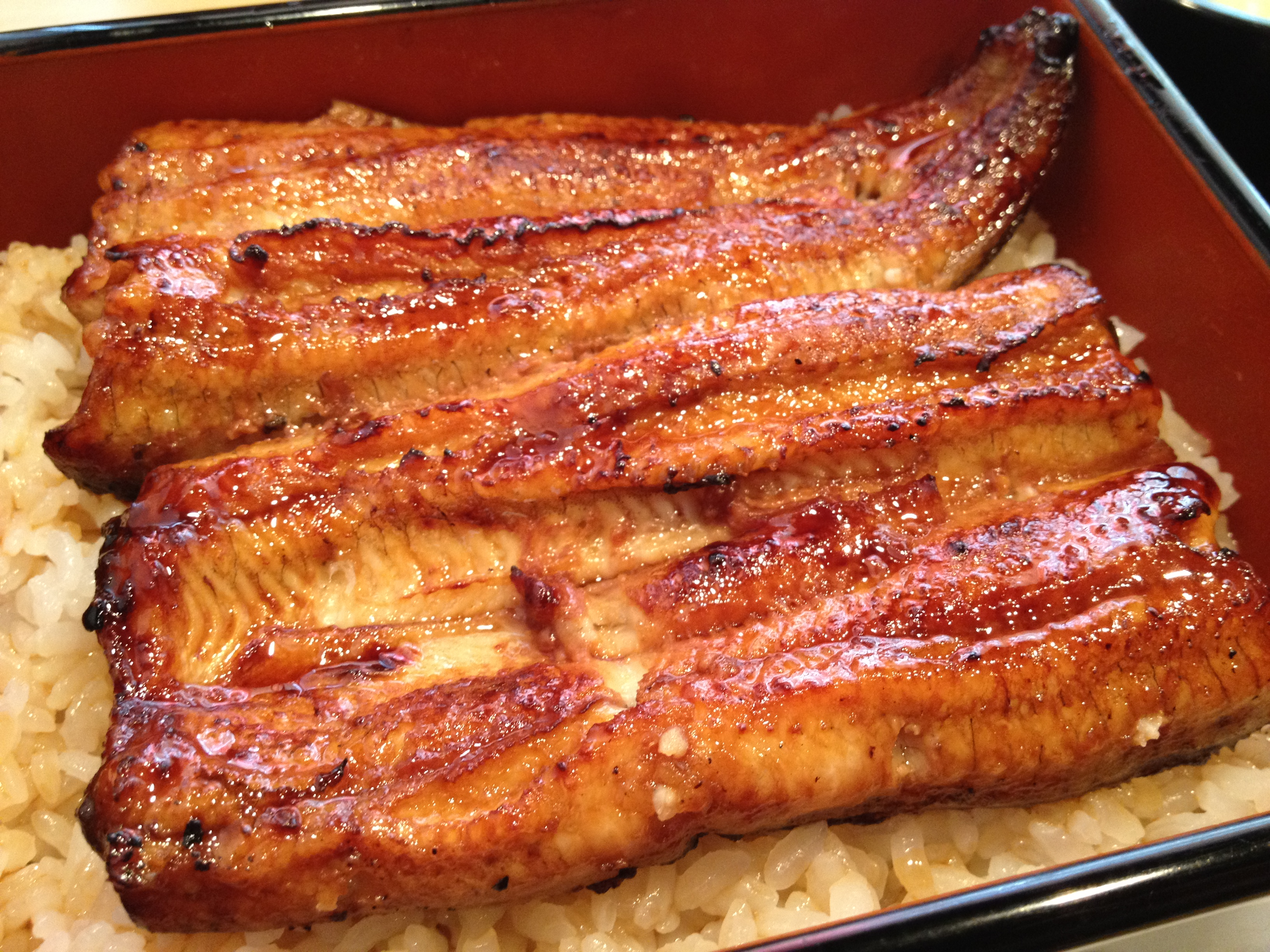
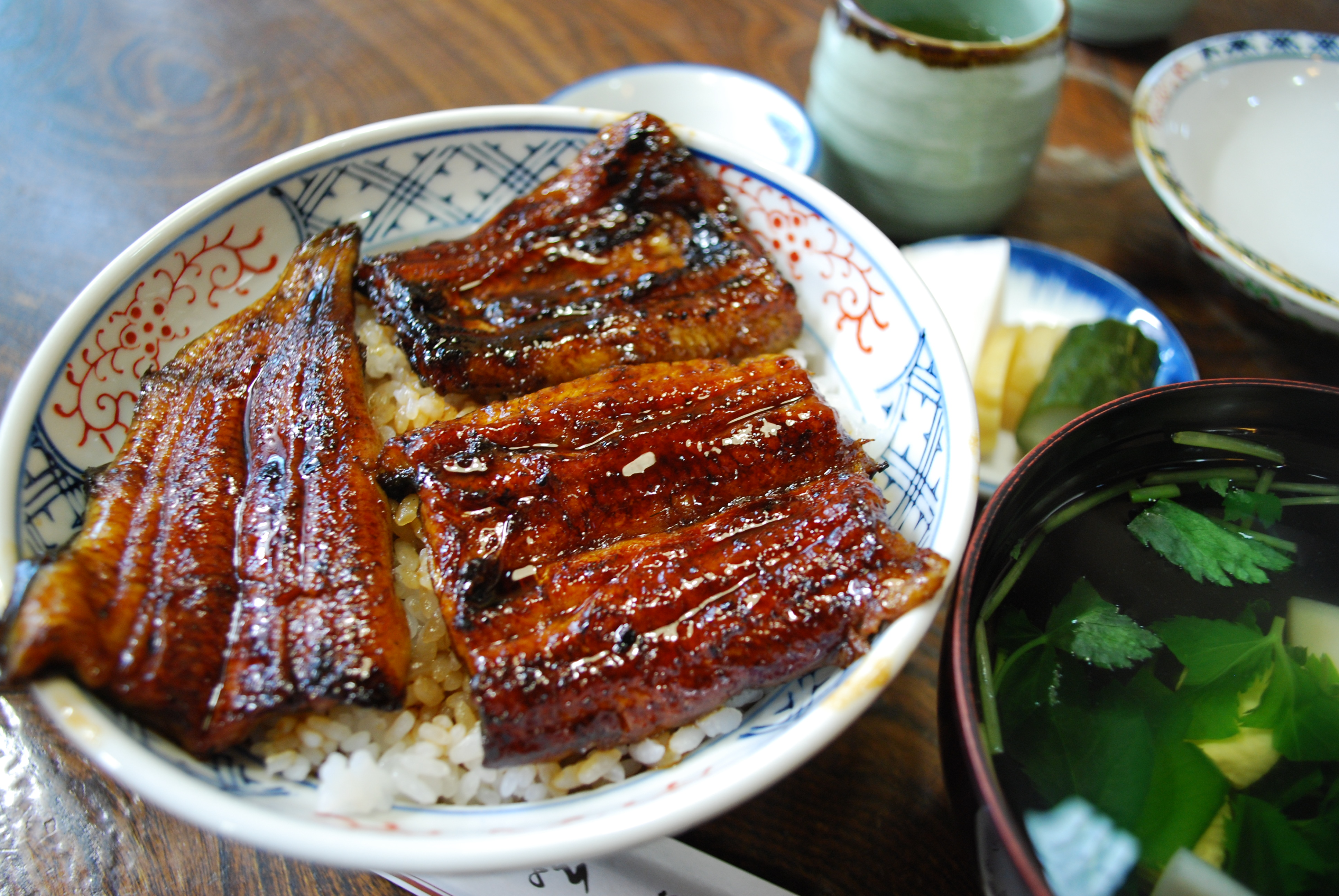
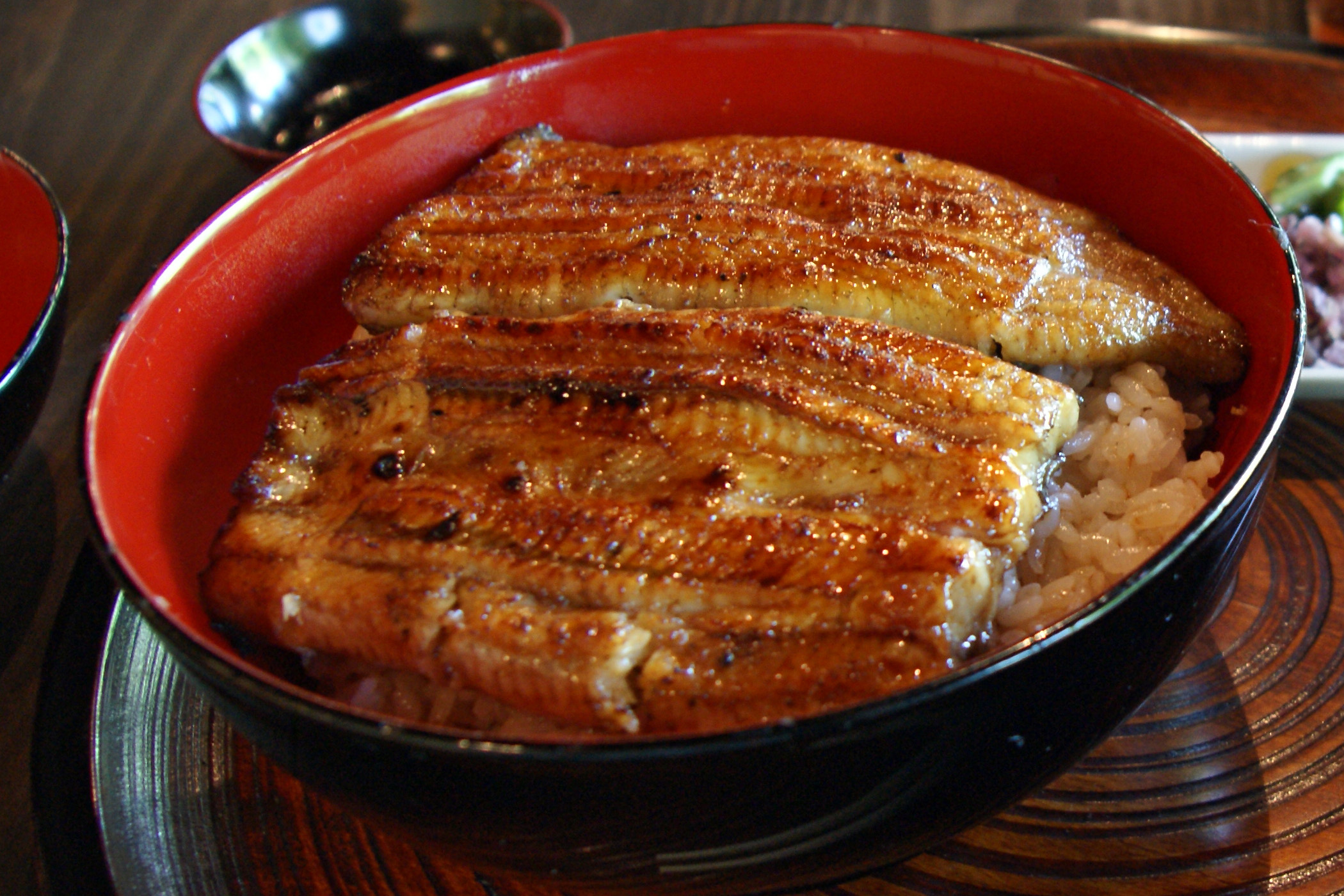
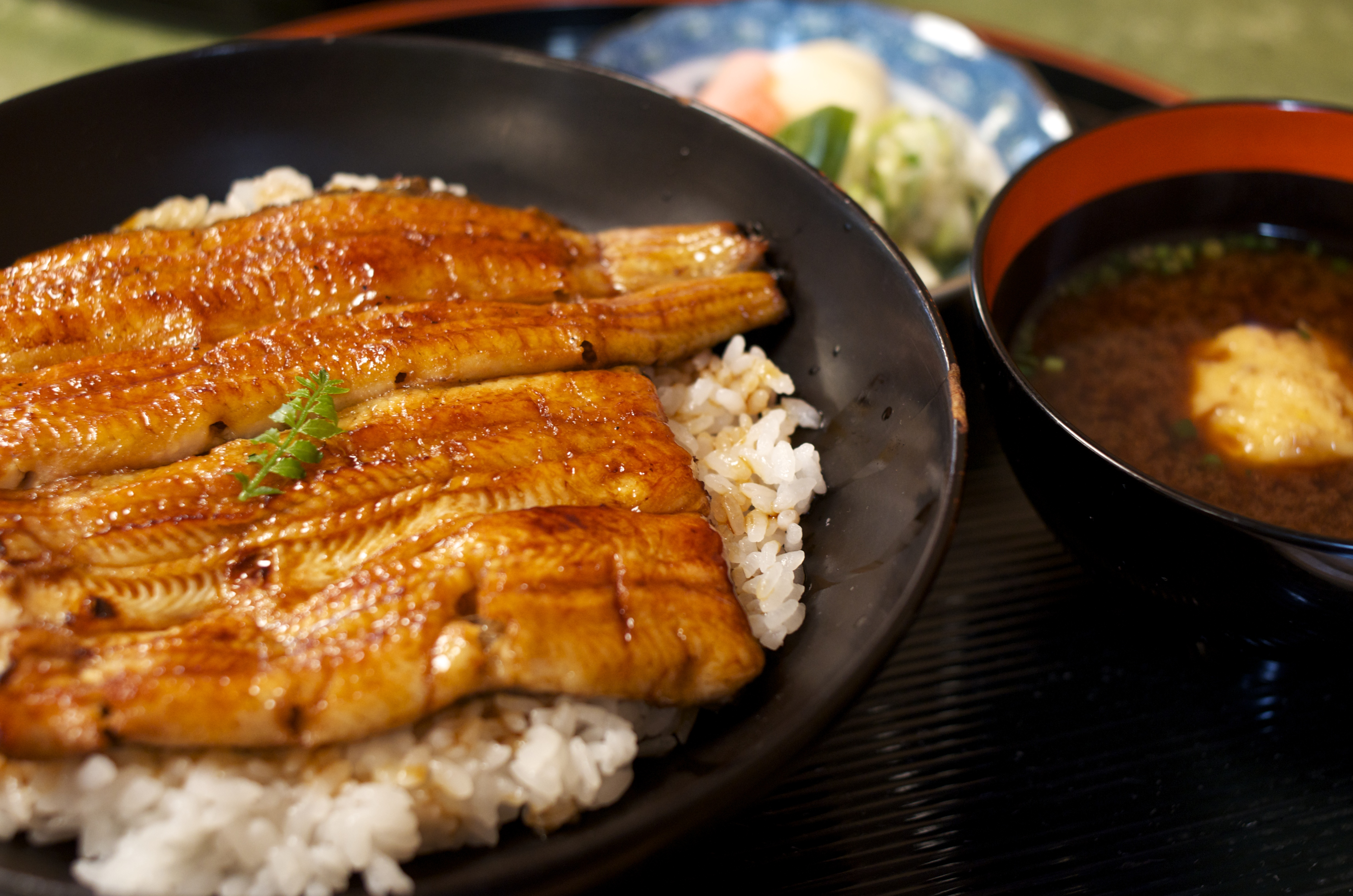
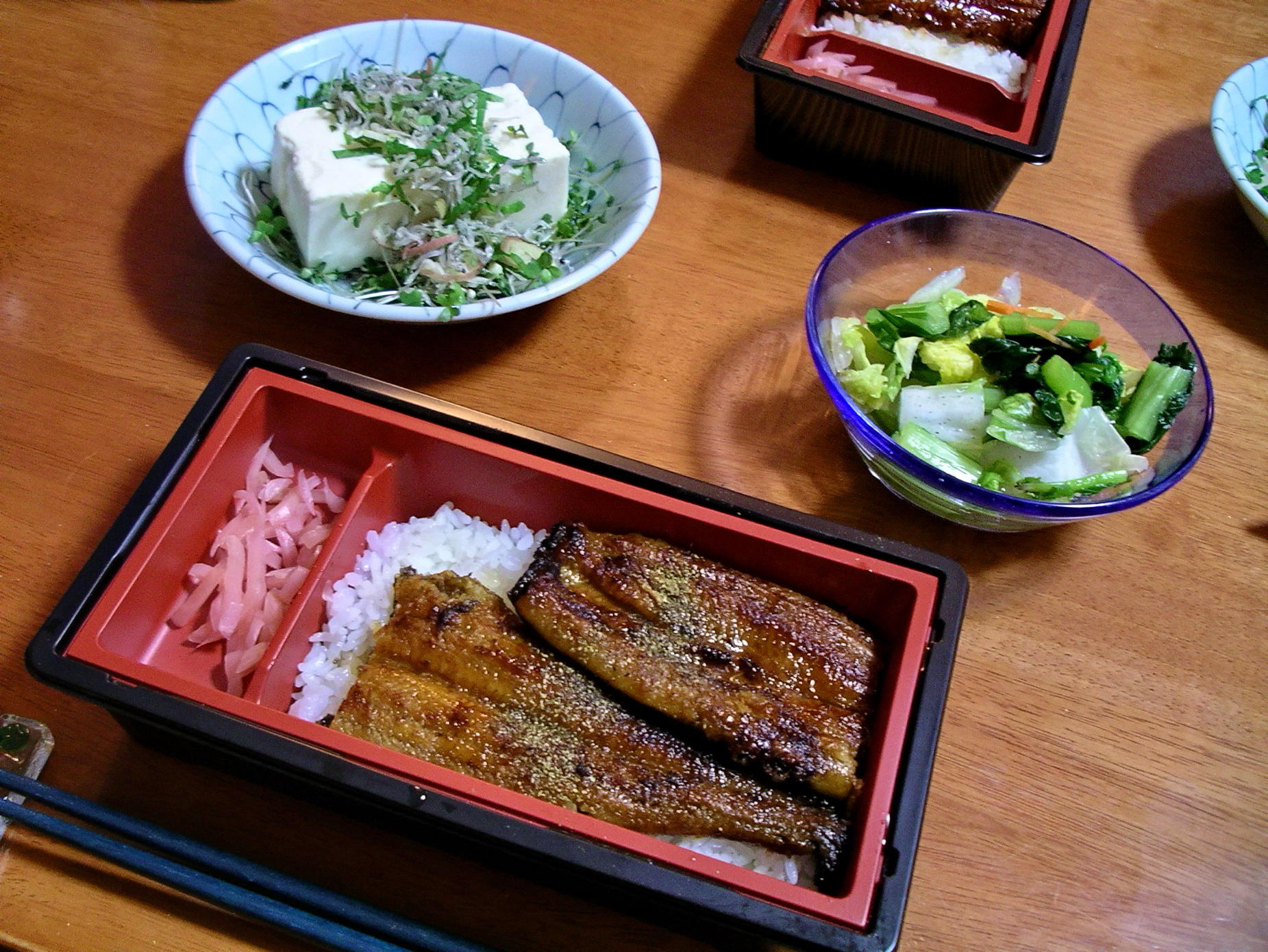
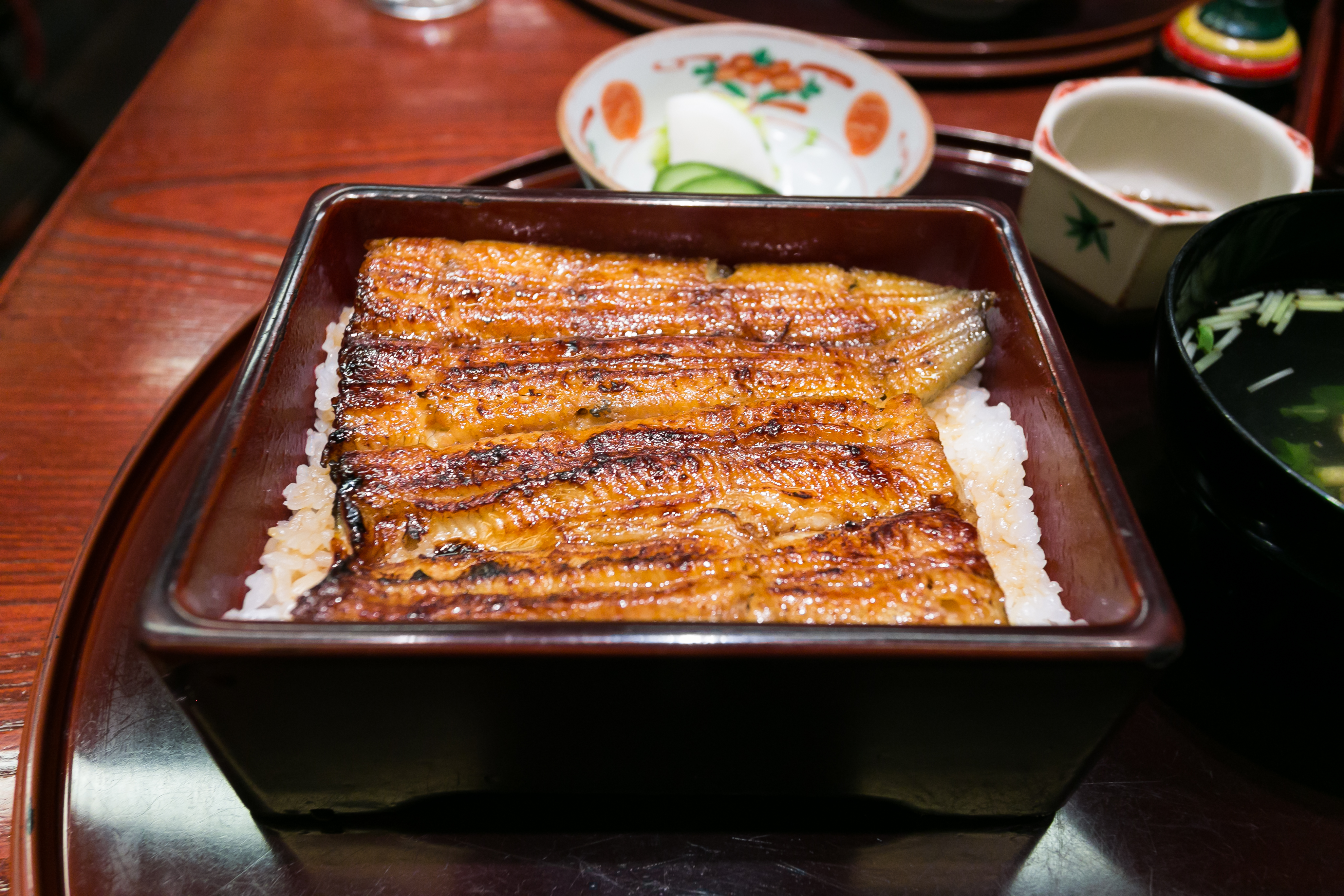
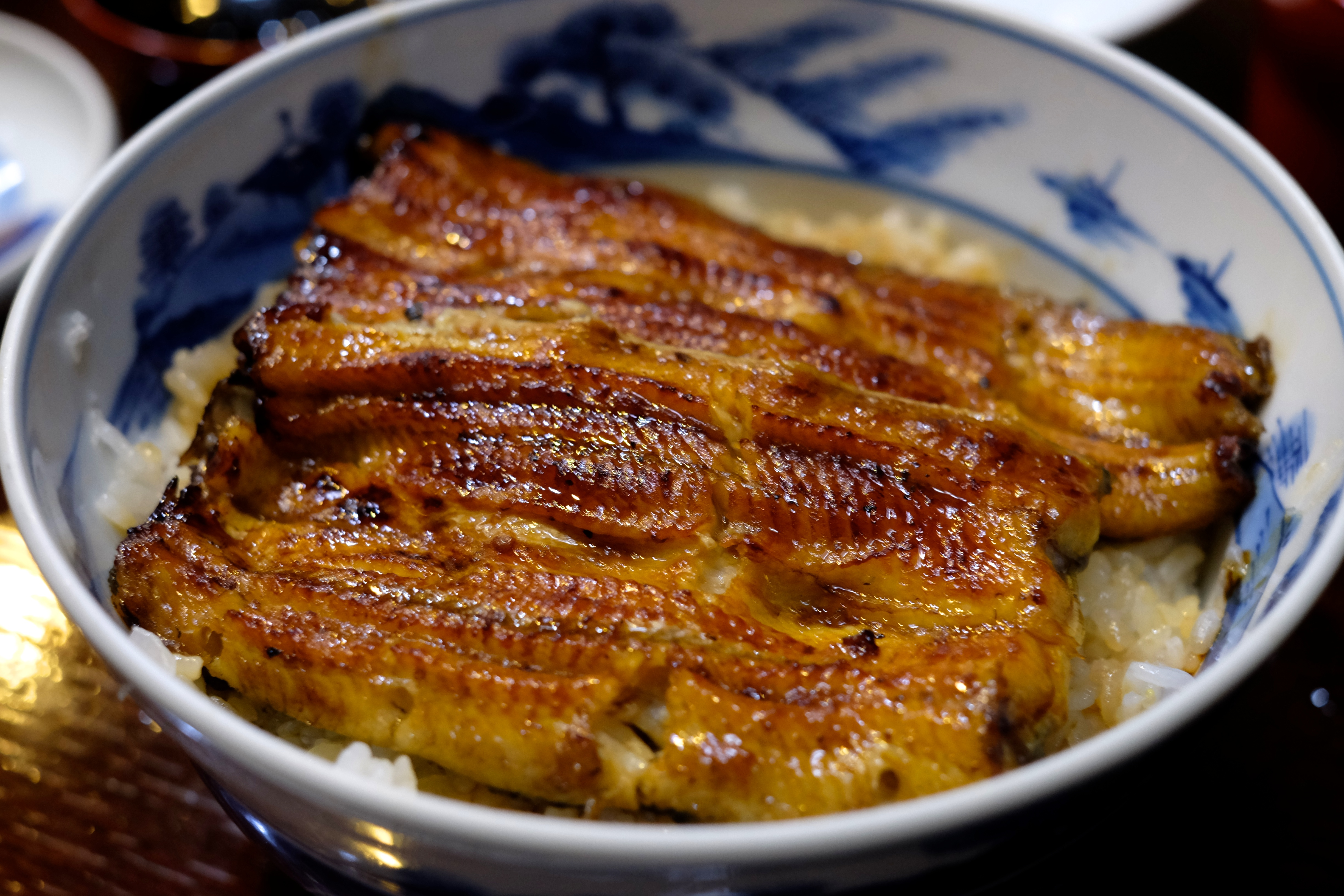
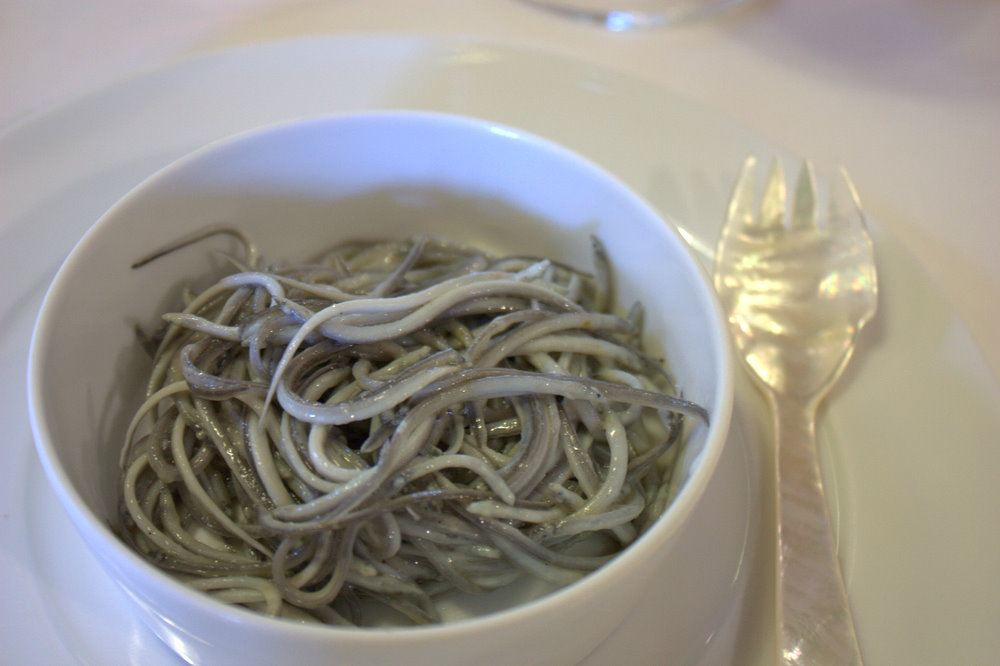
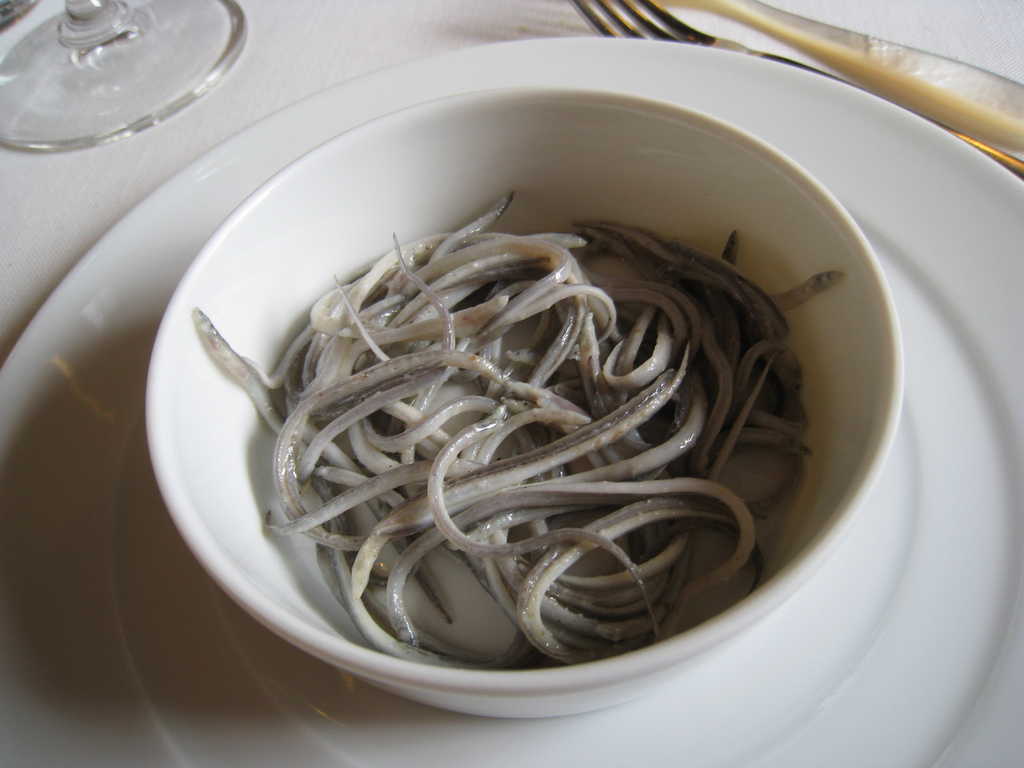